# مودی (آلاباما)
مودی (به انگلیسی: Moody) شهری در شهرستان سینت کلیر ایالت آلاباما است که مساحت آن ۶۴٫۰۱ کیلومتر مربع است و در سرشماری سال ۲۰۱۰ میلادی، ۱۱٬۷۲۶ نفر جمعیت داشته و تراکم جمعیتی آن، ۱۸۳٫۱۹ نفر در هر کیلومتر مربع بوده‌است.
روستای مودی از روستاهای دیواندره بخش زرینه اوباتو می‌باشد. این روستا از مناطق مسکونی قدیمی و با سابقه در کردستان به‌شمار میرود. اکثر اهالی این روستا از سادات حسینی هستند. نام این روستا از مو به معنی انگور گرفته شده‌است. در این روستا شخصی به اسم خلیفه سید شهاب الدین زندگی می‌کرده‌است که از شیوخ و عالمان دینی منطقه بوده‌است و مزار ایشان به عنوان زیارتگاه هر ساله دهها زائر را به سوی خود می کشاند. منبع شاهو